# Crkva sv. Nikole u Milni
Crkva sv. Nikole nalazi se u Milni na Braču, na izlazu iz milnarske luke, s desne (sjeverne) strane ubale.
Crkvicu je 1844. dao sagraditi Arne Harašić, posjednik iz Milne. Crkvica je sagrađena kod ulaza u ulavu Vlaška, u koju su se pomorci često sklanjali za vrijeme nevremena. Harašić je za gradnju crkve potrošio više od 600 forinti, a Crkvi je poklonio i zemljište na kojem je vinograd i maslinik.
U crkvici se na blagdan sv. Nikole priređuje fešta koju osobito časte milnarski pomorci.